# Mazjunat al-Dżabiri
Mazjunat al-Dżabiri – wieś w Syrii, w muhafazie Aleppo, w dystrykcie Manbidż. W 2004 roku liczyła 1742 mieszkańców.